# 마이크로소프트 팀즈
마이크로소프트 팀즈(Microsoft Teams)는 마이크로소프트가 자사의 마이크로소프트 365 계열 제품의 일부로서 개발한 사유 비즈니스 커뮤니케이션 플랫폼이다. 팀즈의 주 경쟁 제품은 작업공간의 대화 및 화상 통화, 파일 저장, 애플리케이션 연동을 제공하는 유사 서비스인 슬랙이다. 팀즈는 스카이프 포 비즈니스와 마이크로소프트 클래스룸을 포함한, 마이크로소프트가 운영하는 다른 비즈니스 메시지 및 협업 플랫폼을 대체한다. COVID-19 팬더믹으로 인해 팀즈, 그리고 Zoom, 구글 밋 등의 기타 소프트웨어는 수많은 회의들이 가상 환경으로 이동함에 따라 상당한 관심을 받았다. 2021년 기준으로 약 145,000,000명의 사용자가 있다.

## 역사
마이크로소프트는 뉴욕의 한 행사에서 팀즈를 발표하였으며 2017년 3월 14일 서비스를 시작했다.

## 같이 보기
- 마이크로소프트 넷미팅
- 윈도우 미팅 스페이스